# Kloster Sion (Klingnau)
Das Kloster Sion war ein Wilhelmitenkloster in der Schweiz. Es befand sich in Klingnau im Kanton Aargau und existierte von 1269 bis 17. Dezember 1810.

## Geschichte
In einem Stiftungsbrief vom 27. Mai 1269 übergab Walther von Klingen mit seiner Gattin Sophie ein am Fusse des Achenbergs gelegenes Oratorium mit dem Namen Sion, qui locus vocabulo Syon dictur. Zwei Monate später, am 26. Juli, bestätigte Walther von Klingen die Vergabung. 1467 übernahm der aus Waldshut stammende Ulrich Dämpfli († 10. Februar 1522) das Amt des Priors von seinem Vorgänger Konrad Baumgarten. Er liess einen Kreuzgang erbauen und brachte das Kloster durch Ordnung der Finanzen und unter Einsatz eigener Mittel zur Blüte. Unter dem Prior Conrad Schmidlin entstand 1578 eine neue Klosterkirche. 1589 erfolgte ein bedeutsamer Wandel. Die Tagsatzung der Acht Orte entzog dem Bischof von Konstanz und dem Mutterhaus Kloster Oberried die Schirm- und Aufsichtsrechte. Das Wilhelmitenkloster bestand mit wenigen Konventualen bis 1725, als es vom Kloster St. Blasien unter Abt Blasius III. Bender zusammen mit Oberried und dem Kloster Mengen übernommen wurde. Aus der Zeit von 1239 bis 1798 sind die Namen von etwa 60 Klingnauer Pröpsten überliefert.
Das Kloster St. Blasien besass in Klingnau seit dem 13. Jahrhundert Landbesitz und einen Fronhof und erbaute von 1745 bis 1754 nach den Plänen des Baumeisters Johann Caspar Bagnato die Propstei Klingnau.
1749 erfolgte durch Franz Anton Bagnato, zusammen mit seinem Polier Ferdinand Weitzenegger, eine Bauaufnahme, jedoch erfolgten daraufhin keine Bauausführungen.
Auch das Kloster Sion wurde unter St. Blasien wesentlich umgebaut und erneuert. Stuckateur und Baumeister war Franz Joseph Vogel. Unter St. Blasien begann man im Kloster Sion eine Schule, ein Inferiora (Unteres Gymnasium), das bis 1807 bestand. Sechs Pater unterrichteten hier, der Schulbesuch war unentgeltlich und förderte vor allem das Theologiestudium, es gingen daraus zahlreiche Geistliche hervor. Vorletzter Prior war Vinzenz Ilger. Letzter Prior war Beda Graf, er wohnte noch mit zwei Capitularen in Sion. Es gibt alte Abbildungen des Klosters, unter anderem einen Kupferstich von Daniel Meissner. Die Gebäude wurden nach der Klosteraufhebung 1810 zunächst als Baumwollfabrik und ab 1837 als Seidenmanufaktur verwendet und im Laufe der Zeit zu Wohnungen umgebaut. Erhalten ist noch der alte gewölbte Klosterkeller.